# NGC 133
NGC 133은 카시오페이아자리 방향에 있는 산개 성단이다.